# Eton mess
Eton mess – deser kuchni brytyjskiej składający się z truskawek, bezy i śmietany, znany od XIX wieku.

## Historia
Po raz pierwszy wspomniany został w roku 1893. Historyk Arthur Beavan twierdzi, że deser ten został podany królowej Wiktorii.
Według przekazywanej w Wielkiej Brytanii tradycji, deser Eton mess został stworzony w XIX wieku podczas meczu krykieta między szkołami Eton College i Harrow School. Inna opowieść głosi, że deser powstał przez przypadek podczas meczu krykietowego, kiedy to podekscytowany pies rasy labrador przewrócił kosz zawierający przygotowany deser Pavlova. Chłopcom nie przeszkadzało, że deser był w okruszkach, i zjedli go w takiej formie. Historie te są jednak tylko wytworem fantazji, przy czym opowieść o labradorze została prawdopodobnie spopularyzowana przez kucharza, który wymyślił ten deser. Niektórzy, jak np. minister w rządzie konserwatywnym William Waldegrave uważają, że deser o takiej nazwie nie istnieje, a prawidłowo powinno się go nazywać strawberry mess.

## Skład i przygotowanie
Eton mess przyrządza się z białek jaj, cukru, posiekanych truskawek, bezy, śmietany i dżemu truskawkowego. Po wypieczeniu bezy miesza się je z bitą śmietaną i truskawkami tak, aby powstał „rozgardiasz” – angielskie słowo mess oznacza bałagan, a także mesę na statku. Całość polewa się sosem z dżemu truskawkowego. Istnieje inna wersja, znana z lat 30. XX wieku, z bananami i truskawkami. Możliwe są także inne owoce.

## Deser w polityce
Pojęcie Eton mess bywa używane przez komentatorów politycznych w ironicznym znaczeniu w stosunku do brytyjskiej Partii Konserwatywnej, co sugeruje jej niefunkcjonalność i chaos wewnętrzny. Nawiązuje ono do faktu, że wielu wysokiej rangi polityków tej partii, szczególnie za czasów rządów Davida Camerona (2010–2018), było wychowankami uczelni w Eton.
Eton mess był również tematem wydarzenia, który urządził brytyjski kucharz-celebryta Jamie Oliver w proteście przeciw odrzuceniu przez konserwatywny rząd ustawy o zapobieganiu otyłości. Oliver zaprosił zwykłych obywateli, by pojawili się z miskami Eton mess przed siedzibą brytyjskiego premiera na Downing Street 10.